# Мотта-ди-Ливенца
Мотта-ди-Ливенца (итал. Motta di Livenza, вен. Mota de Łivensa) — коммуна в Италии, располагается в провинции Тревизо области Венеция.
Занимает площадь 37 км². Население составляет 10 055 человек, плотность населения —— 261 чел./км². Почтовый индекс — 31045. Телефонный код — 0422.
Покровителем населённого пункта считается святитель Николай Чудотворец Мирликийский. Праздник ежегодно отмечается 6 декабря.

## Города-побратимы
- Л’Иль-Журден (Франция)